# Parafia Bożego Miłosierdzia i Joachima i Anny w Nowosiółkach
Parafia Bożego Miłosierdzia i św. Joachima i św. Anny w Nowosiółkach (biał. Парафія Божай Міласэрнасці i Яўхіма і Ганны y Навасёлках) – parafia rzymskokatolicka w Nowosiółkach. Należy do dekanatu postawskiego diecezji witebskiej. Została wydzielona z parafii św. Judy Tadeusza w Łuczaju.